# Temeš
Temeš (in ungherese Divéktemes) è un comune della Slovacchia facente parte del distretto di Prievidza, nella regione di Trenčín.